# Salim Ahmed Salim
Salim Ahmed Salim, né le 23 janvier 1942 au Zanzibar, est un diplomate et homme d'État tanzanien. Il a exercé les fonctions d’ambassadeur de Tanzanie en Égypte, en Inde, en Chine, à l'ONU et à Cuba entre 1964 et 1980, puis Premier ministre de son pays de 1984 à 1985. Il a également été secrétaire général de l'Organisation de l'unité africaine de 1989 à 2001.

## Biographie
Salim est né dans ce qui était alors considéré comme le sultanat de Zanzibar. Son père est Cheikh Ahmad Salim Riyami, un Arabe de souche originaire d'Oman, tandis que sa mère est une Tanzanienne métisse née dans la région, née d'un père d'origine arabe et d'un mère métisse fro-arabe.
Il a commencé  ses études au Lumumba College de Zanzibar, puis a poursuivi ses études de premier cycle au St. Stephen's College de l'Université de Delhi. Il a également obtenu une maîtrise en affaires internationales de la School of International and Public Affairs à l'Université Columbia à New York. Il est devenu un  étudiant engagé dans le militantisme dans les années 1950 et a été le fondateur et le premier vice-président de l'Union des étudiants All-Zanzibar.